# Riccardo Cazzola
Riccardo Cazzola (Verona, 8 ottobre 1985) è un ex calciatore italiano, di ruolo centrocampista.

## Carriera
Dopo aver militato tra i dilettanti del San Zeno, quartiere di Verona, nell'estate del 2003 viene acquistato dal Perugia, che, dopo una stagione senza presenze in gare ufficiali, lo gira in prestito alla Sambenedettese, con cui debutta tra i professionisti e disputa 6 partite in Serie C1. L'anno successivo si trasferisce al Pro Vasto, vestendone la maglia per tre stagioni in serie C2, con complessive 85 presenze e 3 reti.
Il 7 luglio 2007 viene acquistato a titolo definitivo dall'Arezzo, squadra che milita nel campionato di Prima Divisione Lega Pro. Con questa maglia, nella stagione 2007-2008, colleziona 18 presenze, senza mai segnare.
Il 10 luglio 2008 passa invece all'Olbia, in Seconda Divisione Lega Pro: con questa maglia colleziona 31 presenze e 3 gol. Il 20 luglio 2009 viene acquistato dal Pergocrema, con cui disputa 29 partite senza gol.
Il 25 luglio 2010 passa a titolo definitivo alla Juve Stabia. Nella stagione 2010-2011 colleziona 34 presenze ed un gol, conquistando la quinta posizione in classifica e di conseguenza la promozione in Serie B vincendo la finale dei play-off contro l'Atletico Roma. Nella stagione 2011-2012, in Serie B, nella prima metà di campionato colleziona 21 presenze e 2 gol, entrambi su azione.
Il 31 gennaio 2012 approda tra le file dell'Atalanta, in Serie A, con la formula del prestito oneroso con diritto di riscatto. Debutta nella massima serie il 12 febbraio seguente, subentrando a partita in corso durante Atalanta-Lecce (0-0). Il 20 giugno il club orobico esercita il proprio diritto di riscatto sul giocatore, acquistandolo così a titolo definitivo per un milione di euro. Dopo due stagioni e mezzo con 40 presenze in Serie A nell'estate 2014 passa in prestito al Cesena, club neopromosso in Serie A. Dopo tre mesi di assenza per un infortunio al ginocchio, esordisce in bianconero nella partita persa per 4-2 dopo i tempi supplementari contro l'Udinese in Coppa Italia, subentrando dalla panchina nel secondo tempo. 
Nell'agosto dello stesso anno rinnova il suo contratto con l'Atalanta e passa successivamente in prestito al Livorno, in Serie B. Segna il suo primo gol in maglia amaranto il 14 novembre 2015 contro il Vicenza.
Il 6 luglio 2016 viene acquistato a titolo definitivo dall'Alessandria, con cui firma un contratto biennale. Nel corso della seconda stagione rimane vittima di un grave infortunio che lo costringe all'inattività per un anno e mezzo.
Nel luglio del 2019 firma un contratto annuale con la Virtus Verona, rinnovato l'anno successivo.
La stagione 2021-2022 resta in terza serie e si trasferisce al club di Gorgonzola della Giana Erminio. L stagione termina con la retrocessione della squadra della Martesana e non gli viene rinnovato il contratto.
L'anno successivo, scende di categoria e firma un contratto annuale con il club Bergamasco del Virtus CiseranoBergamo.

## Statistiche

### Presenze e reti nei club
| Stagione                | Squadra                 | Campionato              | Campionato | Campionato | Coppe nazionali | Coppe nazionali | Coppe nazionali | Coppe europee | Coppe europee | Coppe europee | Altre coppe | Altre coppe | Altre coppe | Totale | Totale |
| Stagione                | Squadra                 | Comp                    | Pres       | Reti       | Comp            | Pres            | Reti            | Comp          | Pres          | Reti          | Comp        | Pres        | Reti        | Pres   | Reti   |
| ----------------------- | ----------------------- | ----------------------- | ---------- | ---------- | --------------- | --------------- | --------------- | ------------- | ------------- | ------------- | ----------- | ----------- | ----------- | ------ | ------ |
| 2003-gen. 2004          | Sambenedettese          | C1                      | 6          | 0          | CI-C            | 0               | 0               | -             | 0             | 0             | -           | -           | -           | 6      | 0      |
| gen.giu-2004            | Perugia                 | A                       | 0          | 0          | CI              | 1               | 0               | -             | -             | -             | -           | -           | -           | 1      | 0      |
| 2004-2005               | Pro Vasto               | C2                      | 27         | 0          | CI-C            | 0               | 0               | -             | -             | -             | -           | -           | -           | 27     | 0      |
| 2005-2006               | Pro Vasto               | C2                      | 28         | 1          | CI-C            | 1               | 0               | -             | -             | -             | -           | -           | -           | 29     | 1      |
| 2006-2007               | Pro Vasto               | C2                      | 30         | 2          | CI-C            | 1               | 0               | -             | -             | -             | -           | -           | -           | 31     | 3      |
| Totale Pro Vasto        | Totale Pro Vasto        | Totale Pro Vasto        | 85         | 3          |                 | 2               | 0               |               | -             | -             |             | -           | -           | 87     | 3      |
| 2007-2008               | Arezzo                  | 1D                      | 18         | 0          | CI-C            | -               | -               | -             | -             | -             | -           | -           | -           | 18     | 0      |
| 2008-2009               | Olbia                   | 2D                      | 31         | 3          | CI-LP           | 1               | 0               | -             | -             | -             | -           | -           | -           | 32     | 3      |
| 2009-2010               | Pergocrema              | 2D                      | 29         | 0          | CI-LP           | -               | -               | -             | -             | -             | -           | -           | -           | 29     | 0      |
| 2010-2011               | Juve Stabia             | 1D                      | 30+4       | 1          | CI+CI-LP        | 1+2             | 0               | -             | -             | -             | -           | -           | -           | 37     | 1      |
| 2011-gen. 2012          | Juve Stabia             | B                       | 21         | 2          | CI              | 1               | 0               | -             | -             | -             | -           | -           | -           | 22     | 2      |
| Totale Juve Stabia      | Totale Juve Stabia      | Totale Juve Stabia      | 51+4       | 3          |                 | 4               | 0               |               | -             | -             |             | -           | -           | 59     | 3      |
| gen.-giu. 2012          | Atalanta                | A                       | 12         | 0          | CI              | -               | -               | -             | -             | -             | -           | -           | -           | 12     | 0      |
| 2012-2013               | Atalanta                | A                       | 22         | 0          | CI              | 3               | 0               | -             | -             | -             | -           | -           | -           | 25     | 0      |
| 2013-2014               | Atalanta                | A                       | 6          | 0          | CI              | 1               | 0               | -             | -             | -             | -           | -           | -           | 7      | 0      |
| Totale Atalanta         | Totale Atalanta         | Totale Atalanta         | 40         | 0          |                 | 4               | 0               |               | -             | -             |             | -           | -           | 44     | 0      |
| 2014-2015               | Cesena                  | A                       | 6          | 0          | CI              | 1               | 0               | -             | -             | -             | -           | -           | -           | 7      | 0      |
| 2015-2016               | Livorno                 | B                       | 25         | 2          | CI              | 0               | 0               | -             | -             | -             | -           | -           | -           | 25     | 2      |
| 2016-2017               | Alessandria             | LP                      | 33+2       | 3+1        | CI-LP           | 0               | 0               | -             | -             | -             | -           | -           | -           | 35     | 4      |
| 2017-2018               | Alessandria             | C                       | 4          | 0          | CI              | 2               | 1               | -             | -             | -             | -           | -           | -           | 6      | 1      |
| Totale Alessandria      | Totale Alessandria      | Totale Alessandria      | 37+2       | 3+1        |                 | 2               | 1               |               | -             | -             |             | -           | -           | 41     | 5      |
| 2019-2020               | Virtus Verona           | C                       | 24         | 4          | CI-C            | 0               | 0               | -             | -             | -             | -           | -           | -           | 24     | 4      |
| 2020-2021               | Virtus Verona           | C                       | 31         | 0          |                 | -               | -               | -             | -             | -             | -           | -           | -           | 31     | 0      |
| Totale Virtus Verona    | Totale Virtus Verona    | Totale Virtus Verona    | 55         | 4          |                 | 0               | 0               |               | -             | -             |             | -           | -           | 55     | 4      |
| 2021-2022               | Giana Erminio           | C                       | 24+1       | 0          | CI-C            | 0               | 0               | -             | -             | -             | -           | -           | -           | 25     | 0      |
| 2022-2023               | Virtus CiseranoBergamo  | D                       | 27         | 1          | CI-D            | 1               | 0               | -             | -             | -             | -           | -           | -           | 30     | 1      |
| 2023-2024               | Virtus CiseranoBergamo  | D                       | 30         | 0          | CI-D            | 0               | 0               | -             | -             | -             | -           | -           | -           | 30     | 0      |
| Totale Ciserano Bergamo | Totale Ciserano Bergamo | Totale Ciserano Bergamo | 57         | 1          |                 | 1               | 0               |               | -             | -             |             | -           | -           | 58     | 1      |
| Totale carriera         | Totale carriera         | Totale carriera         | 464+7      | 19+1       |                 | 16              | 1               |               | 0             | 0             |             | -           | -           | 487    | 21     |

## Palmarès

### Club

#### Competizioni internazionali
- Coppa Intertoto UEFA: 1

Perugia: 2003

#### Competizioni nazionali
- Coppa Italia Lega Pro: 2

Juve Stabia: 2010-2011
Alessandria: 2017-2018